# 프로갈레사우루스
프로갈레사우루스(Progalesaurus)는 트라이아스기 초기에 살았던 키노돈트 중 하나이다. 프로갈레사우루스는 남아공의 리스트로사우루스 군집 지역(Lystrosaurus Assemblage Zone)에서 발견되었다. 프로갈레사우루스와 가까운 친척은 같은 갈레사우루스과에 속하는 갈레사우루스와 키노사우루스가 있다. 프로갈레사우루스는 페름기 대멸종 직전에 등장했고 트라이아스기 중기에 멸종한 것으로 추정된다.

## 어원
속명은 그리스어에서 유래되었다. 'pro'(프로)는 '이전'이라는 의미이고, 'gale'(갈레)은 족제비 또는 고양이를 의미하며, 'saurus'(사우루스)는 도마뱀 또는 파충류를 의미한다.

## 발견
프로갈레사우루스는 1998년 로저 스미스가 최초로 발견했다. 화석은 남아공의 스네우버그 산에서 발견되었고, 논문은 2004년에 사이도어가 게재했다.
프로갈레사우루스의 다른 화석은 아직 발견되지 않았으나 사이도어와 스미스의 발견은 페름기 대멸종, 견치류의 다양성, 남아프리카의 당시 환경에 관한 많은 논문으로 인용되었다.

## 모습
프로갈레사우루스는 완모식 표본의 경우 두개골 길이가 9.35cm로 작은 포유류처럼 생긴 동물이었다. 이는 초기 견치류의 모습과 매우 흡사했는데 네 발로 걷고 털로 덮여있었다.

## 습성
프로갈레사우루스와 같은 초기 견치류는 큰 새끼를 낳았을 가능성이 높으며 트리틸로돈류(Tritylodontidae)와 같은 더 진보된 키노돈트가 현대 포유류보다 더 큰 새끼를 낳았을 것으로 추정된다. 또한 초기 키노돈트는 어린 새끼와 함께 보존되어 화석으로 발견된적이 있었다. 이는 초기 키노돈트가 출생 후에 이들의 새끼들은 부모의 보살핌을 받았음을 암시한다.
프로갈레사우루스는 이들이 직접 만든 굴에서 발견되었기 때문에, 이들과 같은 굴을 파는 습성을 지닌 트리낙소돈과 [[갈
사우루스]]와 밀접한 관련이 있는 것으로 추정된다. 땅에 굴을 파는 습성을 지닌 이유는 아마도 트라이아스기 견치류들이 페름기 대멸종에 의한 가혹한 지상 조건을 피하는데 도움이 되었을 것이다. 초기 견치류들은 다른 견치류 또는 전혀 다른 종과 함께 굴에서 발견되기도 하는데 이는 이들이 종간 동거를 했을 가능성을 보여준다.
1. ↑  Sidor, Christian A.; Smith, Roger M. H. (2004년 5월). “A new galesaurid (Therapsida: Cynodontia) from the Lower Triassic of South Africa”. 《Palaeontology》 (영어) 47 (3): 535–556. doi:10.1111/j.0031-0239.2004.00378.x. ISSN 0031-0239.
2. ↑  Smith, Roger; Botha, Jennifer (2005년 9월 1일). “The recovery of terrestrial vertebrate diversity in the South African Karoo Basin after the end-Permian extinction”. 《Comptes Rendus Palevol》 4 (6): 623–636. doi:10.1016/j.crpv.2005.07.005. ISSN 1631-0683.
3. ↑  Abdala, Fernando; Ribeiro, Ana Maria (2010년 2월 15일). “Distribution and diversity patterns of Triassic cynodonts (Therapsida, Cynodontia) in Gondwana”. 《Palaeogeography, Palaeoclimatology, Palaeoecology》 286 (3): 202–217. doi:10.1016/j.palaeo.2010.01.011. ISSN 0031-0182.
4. ↑  Benoit, J.; Manger, P. R.; Rubidge, B. S. (2016년 5월 9일). “Palaeoneurological clues to the evolution of defining mammalian soft tissue traits”. 《Scientific Reports》 (영어) 6 (1): 25604. doi:10.1038/srep25604. ISSN 2045-2322. PMC 4860582. PMID 27157809.
5. ↑  Hoffman, Eva A.; Rowe, Timothy B. (2018년 9월). “Jurassic stem-mammal perinates and the origin of mammalian reproduction and growth”. 《Nature》 (영어) 561 (7721): 104–108. doi:10.1038/s41586-018-0441-3. ISSN 1476-4687.
6. ↑  Smith, Roger; Botha, Jennifer (2005년 9월 1일). “The recovery of terrestrial vertebrate diversity in the South African Karoo Basin after the end-Permian extinction”. 《Comptes Rendus Palevol》 4 (6): 623–636. doi:10.1016/j.crpv.2005.07.005. ISSN 1631-0683.
7. ↑  Jasinoski, Sandra C.; Abdala, Fernando (2017년 1월 10일). “Aggregations and parental care in the Early Triassic basal cynodonts Galesaurus planiceps and Thrinaxodon liorhinus”. 《PeerJ》 (영어) 5: e2875. doi:10.7717/peerj.2875. ISSN 2167-8359. PMC 5228509. PMID 28097072.